# Lei Federal do Brasil 13325 de 2016
A Lei 13.325/2016 reajusta em cerca de 20%, ao longo de quatro anos, os salários do magistério federal e de carreiras ligadas à área de Educação, como do Fundo Nacional de Desenvolvimento da Educação (FNDE) e do Instituto Nacional de Estudos e Pesquisas Educacionais Anísio Teixeira (Inep). Foi sancionada em 29 de julho de 2016 pelo então vice-presidente da República Michel Temer, no exercício de cargo de presidente da República interino. Foi a única lei sancionada em 2016 sem vetos.